# Утакмице фудбалске репрезентације Мађарске 2001.
| Домаћин | Гост |

Фудбалска репрезентација Мађарске је током 2001. године одиграла једанаест званичних утакмица. Шест утакмица су биле квалификационе за Светско првенство у фудбалу 2002, а осталих пет су биле припремне и пријатељске утакмице. 
Репрезентација је годину почела са два ремија 1 : 1, против Босне и Херцеговине и Јордана, а затим су била још два ремија, 1 : 1 против Литваније у квалификацијама за Светско првенство и 0 : 0 против Финске у пријатељском мечу. Румунија је победила са 2 : 0 у квалификацијама за Светско првенство у Букурешту, Мађарска је победила Грузију са 4 : 1 на Непстадиону. Мађарска репрезентација је у августу претрпела тежак пораз (2 : 5) од  репрезентације Немачке у пријатељској утакмици, примивши чак пет голова, такође на Непстадиону. Репрезентација је своје преостале три квалификационе утакмице завршила поразом, изгубивши од Грузије (1 : 3), Румуније (0 : 2) и Италије (0 : 1). Тим је годину завршио пријатељском утакмицом против Македоније, која је завршена победом од 5: 0. Занимљиво је да је најуспешнији стрелац био дефанзивац Јанош Матјуш, који је постигао три гола, ниједан из пенала.
Савезни селектори националног тима у овом периоду су били:
- Берталан Бичкеи (748 — 755.)
- Имре Гелеи (756 — 758.)[note 1]

## Утакмице
| Босна и Херцеговина | 1 : 1    | Мађарска   |
| ------------------- | -------- | ---------- |
| Барбарез 22’        | Извештај | 13’ Хорват |

| Јордан             | 1 : 1    | Мађарска   |
| ------------------ | -------- | ---------- |
| М. О. Силбајех 40’ | Извештај | 75’ Матјуш |

| Мађарска        | 1 : 1    | Литванија          |
| --------------- | -------- | ------------------ |
| Шебек 71’ (пен) | Извештај | 75’ Т. Разанаускас |

| Мађарска | 0 : 0    | Финска |
| -------- | -------- | ------ |
|          | Извештај |        |

| Румунија          | 2 : 0    | Мађарска |
| ----------------- | -------- | -------- |
| М. Николај 5’ 53’ | Извештај |          |

| Мађарска                                        | 4 : 1    | Грузија           |
| ----------------------------------------------- | -------- | ----------------- |
| Матјус 40’ · Шебек 45+2’ (пен) · Коршош 55’ 61’ | Извештај | 77’ Л. Кобиашвили |

| Мађарска                  | 2 : 5    | Немачка                                                                    |
| ------------------------- | -------- | -------------------------------------------------------------------------- |
| Текели 64’ · Хорват 90+1’ | Извештај | 31’, пен’ Ј. Беме · 42’ Кел · 46’ К. Јанкер · 59’ Ф. Бауман · 90+2’ Бирхоф |

| Грузија                                                | 3 : 1    | Мађарска   |
| ------------------------------------------------------ | -------- | ---------- |
| Ш. Арвелаидзе 34’ · Г. Јарамаули 53’ · А. Ијашвили 64’ | Извештај | 42’ Матјуш |

| Мађарска | 0 : 2    | Румунија                     |
| -------- | -------- | ---------------------------- |
|          | Извештај | 11’ А. Илие · 27’ М. Николај |

| Италија       | 1 : 0    | Мађарска |
| ------------- | -------- | -------- |
| дел Пјеро 45’ | Извештај |          |

| Мађарска                                                    | 5 : 0    | Северна Македонија |
| ----------------------------------------------------------- | -------- | ------------------ |
| Листеш 3’ 74’ · Ференци 27’ · Текели 57’ (пен) · Токоди 65’ | Извештај |                    |

## Голгетери у 2001.
| - Габор Бабош (голман) - Јанош Матјуш - Кристиан Листеш - Атила Текели - Иштван Ференци - Тибор Токоди |

## Извори и спољашње везе
- Све утакмице репрезентације Мађарске
- Репрезентација Мађарске на фудбалској бази података
- Утакмице репрезентације Мађарске (2001)